# Je Me Casse
A Je Me Casse (magyarul: Szakítok) Destiny máltai énekesnő dala, mellyel Máltát képviselte a 2021-es Eurovíziós Dalfesztiválon Rotterdamban. A dal belső kiválasztás során nyerte el a dalversenyen való indulás jogát.

## Eurovíziós Dalfesztivál
2020. február 8-án vált hivatalossá, hogy a máltai műsorsugárzó által megrendezett nemzeti döntőt, az X Factort Destiny Chukunyere nyerte meg, így őt választották az ország képviseletére a 2020-as Eurovíziós Dalfesztiválon. Március 18-án az Európai Műsorsugárzók Uniója bejelentette, hogy 2020-ban nem tudják megrendezni a versenyt a COVID–19-koronavírus-világjárvány miatt. A máltai műsorsugárzó jóvoltából az énekesnő lehetőséget kapott az ország képviseletére a következő évben egy új versenydallal. A dalt 2021. március 15-én mutatták be a dalfesztivál hivatalos YouTube-csatornáján.
Az Eurovíziós Dalfesztiválon a dalt először a május 18-án rendezett első elődöntőben adták elő, a fellépési sorrendben utolsóként, az ukrán Go A Shum című dala után. Az elődöntőből az első helyezettként sikeresen továbbjutottak a május 22-i döntőbe, ahol fellépési sorrendben hatodikként léptek fel, az orosz Manizha Russian Woman című dala után és a portugál The Black Mamba Love Is on My Side című dala előtt. A szavazás során a zsűri szavazáson összesítésben harmadik helyen végeztek 208 ponttal (Norvégiától és Svédországtól maximális pontot kaptak), míg a nézői szavazáson tizennegyedik helyen végeztek 47 ponttal, így összesítésben 255 ponttal a verseny hetedik helyezettjei lettek. A döntőben 2013 óta először végeztek a legjobb tízben.

## Incidensek

### Hibák az első elődöntő zsűris főpróbáján
Az első elődöntő zsűris főpróbáján a román produkció alatt technikai problémák adódtak, ami az első pillanattól észrevehető volt, mivel az énekesnő elcsúszott a ritmussal és lemaradt a dalszöveggel. Később kiderült, hogy az utána fellépő ukrán és máltai produkció alatt is előfordultak technikai problémák (amiket egyébként nem lehetett észrevenni). Az EBU hivatalos közleményében az állt, hogy az in-ear monitorokkal volt probléma, így mindhárom dalt a műsor végén újra előadták.

### Málta eurovíziós kiadásai
Málta a dalfesztivált megelőzően a fogadóirodák egyik legesélyesebb országa volt a végső győzelemre. A döntőben csalódásként érte őket, mikor összesítésben a hetedik helyezést érték el. 2004-es versenyzőjük, Ludwig Galea azzal vádolta meg a máltai közszolgálati műsorszolgáltatót, hogy a verseny előtt túlságosan sokat költött reklámra (mind a fogadóirodák és a YouTube-nézettség manipulálására) a jó eredmény eléréséért. Galea mellett többen azt mondták, hogy a szigetországot képviselő Destiny nem vett részt ebben, emellett nagyra tartják a döntőben tett erőfeszítéseiért és teljesítményéért. Később a Máltai Miniszterelnöki Hivatal minisztere, Carmelo Abela elrendelte, hogy végezzék el a 2021-es Eurovíziós Dalfesztiválra fordított kiadások ellenőrzését, miután PBS-t azzal vádolják, hogy a közösségi médiás reklámokkal, köztük a YouTube-hirdetésekkel a rajongókat arra ösztönözzék, hogy szavazzanak az énekesnőre. A Máltai Turisztikai Hatóság mintegy 350 000 eurót (több, mint százhúszmillió forint) költött Destiny Eurovíziós Dalfesztiválon való részvételének népszerűsítésére. Az ellenőrzés  azt vizsgálja, hogy ezt a pénzt pontosan hogyan költötték el. Azonban nem ez az első eset, hogy aggályok merülnek fel a PBS költéseivel kapcsolatban a dalfesztiválon. 2016-ban információszabadság iránti kérelmet nyújtottak be a műsorszolgáltatóval szemben, miután a korlátlan költségvetési elosztásokról szóló jelentéseket továbbították a helyi sajtónak. Abban az évben arról számoltak be, hogy több mint 200 000 eurót költöttek Ira Losco eurovíziós szereplésére. A tényleges adat még mindig ismeretlen, mivel az információszabadság kérését elutasították.